# Antonina (bysantinare)
Antonina, död efter 565, var en bysantinsk politisk aktör.  Hon var maka och rådgivare till general Belisarius är känd som personlig förtrogen och rådgivare till kejsarinnan Theodora (500-talet). 